# Vysílač Laskomer
Vysílač Laskomer (632 m n. m.) je rozhlasový a televizní vysílač v Banské Bystrici, na západním okraji Starohorských vrchů, v městské časti Kostiviarska.
Výška stožáru je 220 metrů. Příhradový trojboký stožár v minulosti sloužil jako anténa, v současnosti je určen pro FM a DVB-T2.

## Historie
Vysílač Laskomer, umístěný na rovnoměrném vrchu, byl vystavěn roku 1936 jako vysílač Tomáše Garrigua Masaryka pro účely šíření rozhlasu z Bratislavy na Středním Slovensku. Nacházel se tu dům s anténou a zařízení potřebné na vysílání. Samotný vysílač dodala francouzská firma Société Française Radioélectrique. Pokusné vysílání začalo 11. listopadu 1935, slavnostní uvedení do provozu se konalo 24. května 1936. Slavnostního otevření se účastnilo spoustu známých osobností, jako předseda vlády Milan Hodža, Andrej Hlinka, Jozef Országh, Ivan Dérer a další.
V čase SNP zde vysílal Slobodný slovenský vysílač. Budova má dodnes díry po kulkách kulometů po německém náletu.
Vysílač začal jako první na Slovensku v říjnu 2016 šířit vysílání DVB-T2. Koncem října 2017 spustil RTVS digitální rozhlas DAB+. Je jedním ze čtyř vysílačů Towercomu, na kterých začalo experimentální vysílání.

## Vysílané stanice

### Televize
Přehled televizních multiplexů vysílaných z Laskomeru:
|        | Multiplex    | Kanál | Kmitočet | Výkon (ERP) | Polarizace |
| ------ | ------------ | ----- | -------- | ----------- | ---------- |
| DVB-T  | 1. multiplex | 47    | 682 MHz  | 25 kW       | vertikální |
| DVB-T  | 2. multiplex | 37    | 602 MHz  | 26,3 kW     | vertikální |
| DVB-T  | 3. multiplex | 33    | 570 MHz  | 25,844 kW   | vertikální |
| DVB-T2 | 4. multiplex | 30    | 546 MHz  | 19,95 kW    | vertikální |

### Rozhlas
Přehled rozhlasových stanic vysílaných z Laskomeru:
|    | Stanice      | Kmitočet  | Výkon (ERP) | Polarizace   |
| -- | ------------ | --------- | ----------- | ------------ |
| FM | Rádio Expres | 96,5 MHz  | 0,5 kW      | horizontální |
| FM | Rádio Devín  | 102,0 MHz | 1 kW        | horizontální |
| FM | Rádio FM     | 105,4 MHz | 2 kW        | horizontální |